# Erhard Stocker
Erhard Stocker (* 18. November 1951 in Cham im Kanton Zug) ist ein Schweizer Schriftsteller.

## Leben und literarisches Schaffen
Erhard Stocker besuchte die Übersetzerschule Ecole de Traduction et d'Interprétation in Genf und arbeitete als Übersetzer für die schweizerische Bundesverwaltung und anschliessend für die Bundesversammlung.
Er schreibt erzählende Prosa und ist seit 2006 Mitglied des Verbandes „Autorinnen und Autoren der Schweiz“.
Sein novellistischer Roman „Marienseide“ dreht sich um ein traumatisches Kindheitserlebnis des fünfjährigen Beda. In verschiedenen Erzählperspektiven, die sich zunehmend miteinander verweben und zu einem Ganzen fügen, werden die Zusammenhänge eines Unheils „in dramaturgisch geschicktem Aufbau“ (NZZ) entschlüsselt. Mit 19 begegnet Beda Mariena, der Tochter eines Fahrenden, die versucht, Licht in den Schatten von Bedas Erinnerung zu bringen, denn sie besitzt den Schlüssel zur Deutung seines vergessenen und von eigenen Bildern überlagerten Kindheitserlebnisses. Doch während der Leser die Zusammenhänge nach und nach rekonstruiert, bringt Beda es nicht fertig, sich zu erinnern. Den geschichtlichen Rahmen von „Marienseide“ bildet die Fahrendenverfolgung („Kinder der Landstrasse“).
«Nachtfalters Tagtraum» handelt von einem jungen Wehrmachtssoldaten, der im November 1944 wegen angeblicher Fahnenflucht zum Tod durch Erschiessen verurteilt wird. Er entkommt der Exekution und flüchtet mit einem gefälschten Pass von Österreich in die Schweiz. Hier angekommen, nimmt er wieder seine richtige Identität an, doch die fremde bleibt an ihm haften – in der Gestalt von drei anderen Geflüchteten, die in Zürich seinen Weg kreuzen: ein geistesverwirrter Mann und seine beiden Begleiterinnen, die alle aus Rumänien kommen und mit dem ursprünglichen Inhaber des gefälschten Passes in einer unheilvollen Beziehung stehen.  Deren Geschichte führt uns von Czernowitz in der einstigen Donaumonarchie über ein abgeschiedenes Karpatendorf bis in die deutschbesetzte Ukraine, einen der finstersten Winkel Europas im Zweiten Weltkrieg.
„Wodukind“ handelt von einer jungen Frau, die in den späten 1950er Jahren mit einem Kind aus der Karibik in ihr Dorf zurückkehrt. Niemand weiss, wie sie zu diesem Kind gekommen ist, und als es eines Tages auf mysteriöse Weise verschwindet, begibt sich das aufgeschreckte Dorf auf seine Suche. Kern dieses novellistischen, aus verschiedenen Perspektiven erzählten Romans ist der verzweifelte Versuch, verlorenes Glück zurückzuholen – und ein tragisches Missverständnis, vor dessen Hintergrund sich letzten Endes alles abspielt.

## Werke
- Marienseide. Roman. Herisau: Appenzeller Verlag, 2006, ISBN 978-385882-434-9
- Nachtfalters Tagtraum. Roman. Zürich: Edition 8, 2023. ISBN 978-3-85990-512-2
- Wodukind. Roman. Zürich: Edition 8, 2025. ISBN 978-3-85990-552-8